# Nadporočnik (Kriegsmarine)
Nadporočnik (izvirno nemško Oberleutnant zur See; dobesedno Nadporočnik k morju; kratica: Oblt.) je bil drugi najnižji častniški čin v nemški Kriegsmarine, ki je bil prevzet od Reichsmarine (iz časov Weimarske republike). 
Nižji čin je bil poročnik, medtem ko je bil višji kapitanporočnik. V drugih vejah Wehrmachta (Heer in Luftwaffe) mu je ustrezal čin nadporočnika, medtem ko mu je v Waffen-SS ustrezal čin SS-Obersturmführerja.
V času druge svetovne vojne je bil čin nadporočnika najpogostejši čin za kapitana podmornice.

## Napredovanje
V času Reichsmarine je poročnik potreboval 1 leto in med 6 do 9 mesecev, da je dosegel čin nadporočnika, nato pa se je čas podaljševal. Od leta 1938 je poročnik povprečno potreboval okoli 2 leti za čin nadporočnika.

## Oznaka čina
Osnovna (naramenska) oznaka čina poročnika je bila sestavljena iz štirih vrvic, ki so bile pritrjene na črno podlago v obliki U ter ene zvezde. Častniki tehniške stroke pa so imeli na spodnji del epolete dodan še simbol zobnika. 
Narokavna oznaka čina (ki se je nahajala na spodnjem delu rokava) je bila sestavljena iz dveh zlatih črt in nad njima se je nahajala ena petkraka zvezda.
Oznaka čina za slavnostno uniformo je bila oznaka sidra na zlati epoleti (z belo obrobo), na katero so bile pritrjene zlate resice.
Galerija
- Osnovna naramenska oznaka čina
- Narokavna oznaka čina